# Mauritstoren
Le Mauritstoren (« tour Maurice ») est une tour située sur le côté ouest de la Binnenhof à La Haye aux Pays-Bas. Il a été construit vers 1600 sur ordre des États de Hollande et de Frise-Occidentale pour le stathouder Maurice de Nassau. Le Mauritstoren abritait les quartiers d'habitation du prince. Il fait aujourd'hui partie du complexe de bâtiments de la Première Chambre des États généraux.

## Premières années

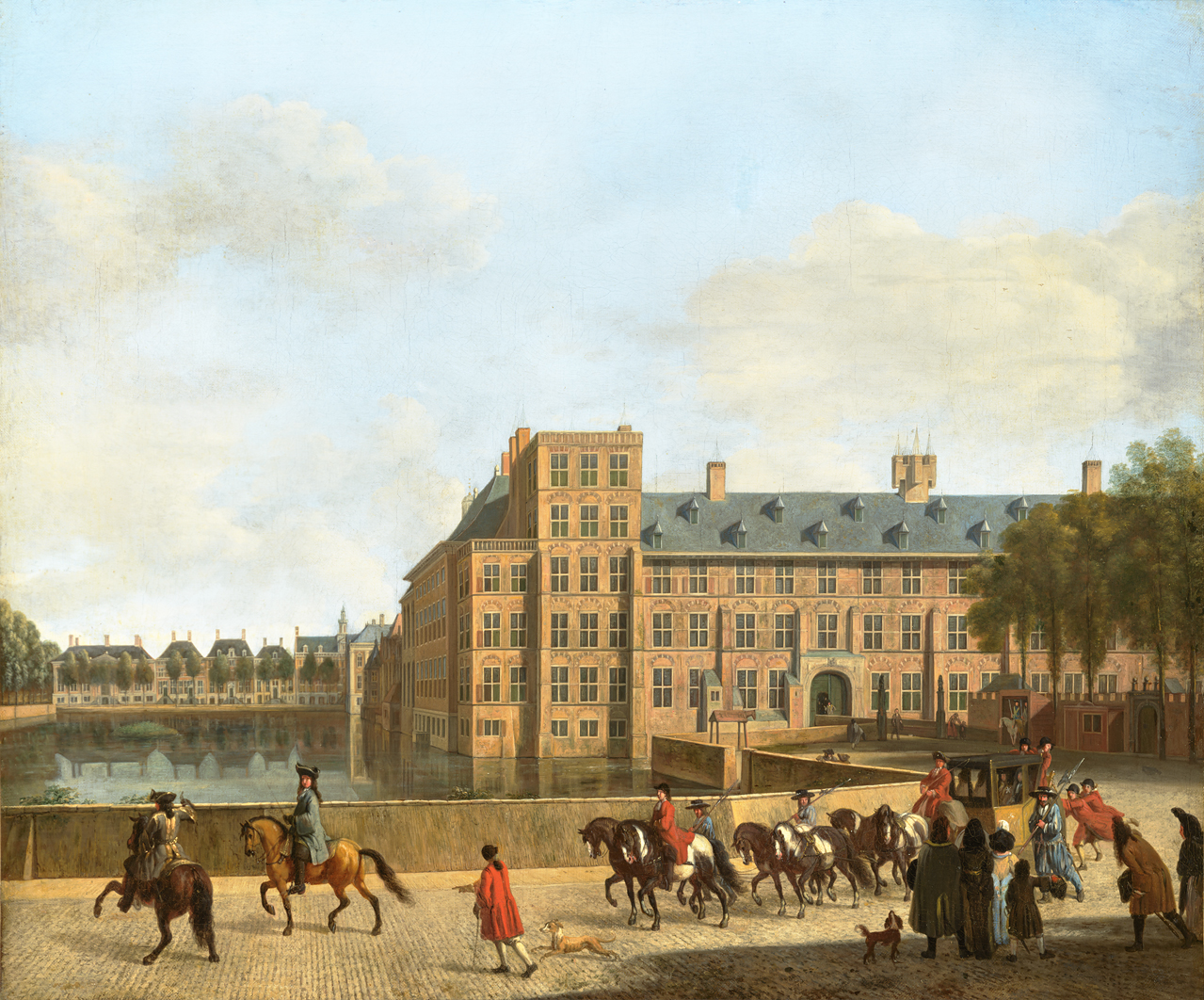
Gerrit Berckheyde, Le Mauritstoren et la Binnenhof, vus depuis le Buitenhof, 1690, Mauritshuis.

En 1608, le plus ancien télescope connu est présenté sur cette tour par le fabricant de lunettes de Middelbourg Hans Lipperhey à un groupe composé du comte Maurice de Nassau, de son demi-frère Frédéric-Henri d'Orange-Nassau et du commandant de l'armée espagnole Ambrogio Spinola pendant les négociations de paix pour la Trêve de Douze Ans, qui devait commencer l'année suivante.
En 1619, le prince Maurice assiste depuis cette tour à l'exécution à la Binnenhof de l'homme d'État et grand-pensionnaire Johan van Oldenbarnevelt. Sous le règne du prince Maurice et de Frédéric-Henri, le Mauritstoren est agrandi pour devenir la résidence du stathouder. Ce palais est situé près de la Binnenhof et utilisé par Maurice en 1585 lorsque la Binnenhof devient le siège des États généraux.

## Observatoire national (1756-1818)
En 1756, le physicien de la cour Samuel Koenig (1712-1757) prend l'initiative d'installer un observatoire astronomique sur le Mauritstoren. Un petit « dôme » octogonal en bois est érigé à la fin de la même année pour abriter quelques instruments astronomiques. Cet observatoire est installé à une époque où toute l'Europe se prépare à l'observation du retour d'une comète prédite par Edmond Halley. Lorsque l'astronome Dirk Klinkenberg (1709-1799) y observe une nouvelle comète en septembre 1757, l'enthousiasme est considérable.
Klinkenberg lui-même réussit cependant bientôt à démontrer que sa comète n'est pas la célèbre comète de Halley (on la découvrira un an plus tard). Après la mort de Koenig, le dôme est renforcé et légèrement redessiné en 1761, sous la direction du philosophe et expert en optique François Hemsterhuis. Klinkenberg reste cependant le principal observateur, même s'il ne semble pas avoir toujours été soutenu par la Cour. La dernière tentative d'observation connue de Klinkenberg date de novembre 1782, lorsqu'il tente avec Christiaan Hendrik Damen (1754-1793) d'observer le transit de Mercure, mais échoue en raison de la couverture nuageuse. En raison de ses observations méritoires, Klinkenberg est nommé astronome stathouder en 1783, un titre honorifique qui est décerné pour la première fois en 1747 à l'astronome de Middelbourg Jan de Munck.

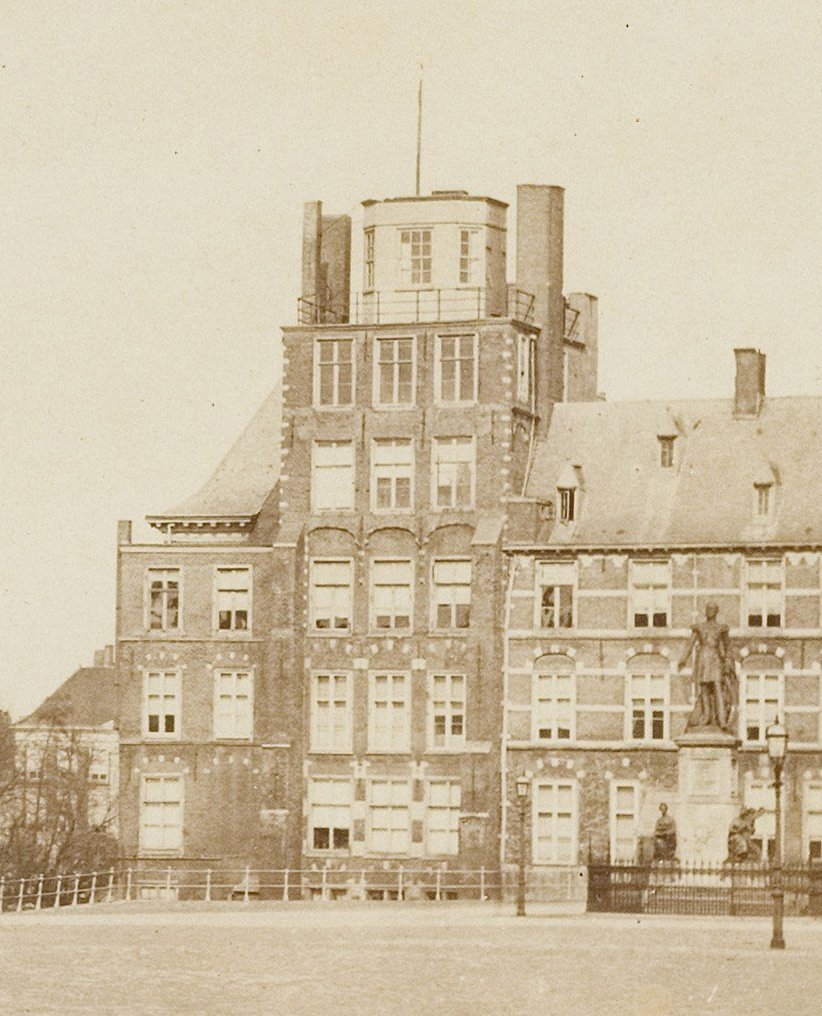
Le Mauritstoren avec l'observatoire, photographié par M. Hille vers 1860.

Durant la République batave, l'observatoire est remis en service par Johan Pieter Fokker, qui vient à la Binnenhof en 1797 en tant que « représentant du peuple de Zélande ». Avant cela, il a travaillé comme professeur de mathématiques, de physique et d'astronomie à l'Illustre School de Middelbourg. À La Haye, un an plus tard, Fokker fait partie du directoire exécutif, qui est déposé lors du coup d'État du 12 juin 1798. Après un court séjour en Zélande, il revient à La Haye pour aider à introduire le système métrique. Durant cette période, il utilise l'observatoire pour poursuivre les observations astronomiques qu'il avait commencées auparavant sur l'une des tours de l'abbaye de Middelbourg. En 1805, il est officiellement nommé Lands Astronomist (astronome des Terres). Deux ans plus tard, il publie un article sur une observation de comète qu'il avait faite à l'observatoire de La Haye, et en 1823, ses « Observations héliométriques concernant Jupiter et Saturne au cours des années 1803 à 1821 » paraissent. Ses observations sont faites à La Haye jusqu'en 1810, puis à Axel, où il s'établit comme médecin cette année-là.
Entre-temps, une étude menée en 1818 sur l'adéquation de l'observatoire de La Haye à l'installation d'un grand télescope à réflexion montre que cet emplacement est totalement inadapté à cet usage. Après Fokker, plus aucune observation astronomique n'est effectuée dans l'observatoire.
En 1831, peu après la révolution belge, l'observatoire est transformé en sémaphore, c'est-à-dire comme point terminal d'une série de télégraphes optiques selon un système imaginé par l'ingénieur Antoine Lipkens. Les événements survenus dans le sud des Pays-Bas font prendre conscience au gouvernement qu’un système de communication rapide est nécessaire de toute urgence. Les premiers télégraphes optiques, conçus sur le modèle français, sont tombés en désuétude. Lipkens conçoit alors un système plus simple composé de six grands panneaux ronds, fixés à des axes horizontaux dépassant des tours réparties à travers le pays. La manière astucieuse d'utiliser le « Lipkens » en fait le télégraphe optique le plus rapide jamais conçu. Avec l'avènement de la télégraphie électrique, ce système tombe en désuétude après 1845

## Affectation
Au premier étage se trouve une pièce qui était aménagée comme salle à manger sous le stathouder Guillaume V d'Orange-Nassau. Cette salle sert longtemps de salle ministérielle pour les ministres qui doivent être présents pour un débat au Sénat. Des négociations y ont lieu à plusieurs reprises dans le cadre de la formation du gouvernement. La salle est actuellement utilisée comme salle de faction pour le CDA au Sénat.
Le deuxième étage du Mauritstoren abrite actuellement la salle des fonctionnaires destinée aux fonctionnaires qui assistent les ministres lors des débats au Sénat. Depuis 2014, la salle de lecture du Sénat est installée au troisième étage. Au quatrième étage se trouve une pièce de taille égale. La tour possède un escalier en chêne massif. 
Derrière le Mauritstoren, la salle de réunion des États de Hollande et de Frise occidentale a été construite en 1655 par l'architecte Pieter Post. Cette salle est la Salle de réunion de la Première Chambre des États généraux des Pays-bas depuis 1848.
Les jours où le Sénat est en session, les drapeaux des Pays-Bas et de l'Union européenne flottent sur le toit du Mauritstoren.